# Lab on a Chip
Lab on a Chip, abgekürzt Lab Chip, ist eine wissenschaftliche Fachzeitschrift, die von der Royal Society of Chemistry veröffentlicht wird. Die Zeitschrift wurde 2001 gegründet und erscheint derzeit mit 24 Ausgaben im Jahr. Es werden Artikel veröffentlicht, die sich mit Fragen der Miniaturisierung im Mikro- und Nanomaßstab beschäftigen.
Der Impact Factor lag im Jahr 2020 bei 6,799. Nach der Statistik des Web of Science wird das Journal mit diesem Impact Factor in der Kategorie Multidisziplinäre Chemie an 37. Stelle von 178 Zeitschriften, in der Kategorie Nanowissenschaft & -technologie an 34. Stelle von 106 Zeitschriften und in der Kategorie Biochemische Forschungsmethoden an siebter Stelle von 78 Zeitschriften geführt.